# Copa Billie Jean King 2022
La Copa Billie Jean King 2022 fue la 59.ª edición del torneo de tenis femenino más importante por naciones. 
Para esta edición, se cambió el formato de la Fed Cup. La modificación principal es el Grupo Mundial que tiene lugar, en un lugar y en una semana, con doce equipos divididos en cuatro grupos de tres naciones, con los ganadores de cada grupo avanzando a las semifinales. La serie entre los equipos en esta etapa contó con dos partidos individuales y uno doble. Como el Grupo Mundial tuvo lugar como un solo torneo, el evento se denominó Finales de Copa Billie Jean King. Los grupos de zonas inferiores I, II y III estuvieron compuestos por grupos de round-robin que decidirán la promoción o el descenso.

## Fase Final
- Fecha: 8 al 13 de noviembre
- Lugar: Emirates Arena, Glasgow, Gran Bretaña
- Superficie: Dura, bajo techo

12 naciones participarán en la Fase Final, anteriormente conocida como Grupo Mundial. La calificación es la siguiente:
- 1 finalista de la edición anterior (Suiza, el campeón defensor Rusia fue suspendido)
- 1 semifinalista perdedor mejor clasificado de la edición anterior (Australia)
- 1 nación anfitriona (Gran Bretaña)
- 7 ganadoras de la fase clasificatoria en abril de 2022
- 1 equipo recibió un bye en la ronda de clasificación (Eslovaquia) y 1 equipo se clasificó con un walkover (Bélgica)

| Australia        | Bélgica | Canadá     | Eslovaquia | España          | Estados Unidos |
| Gran Bretaña (L) | Italia  | Kazajistán | Polonia    | República Checa | Suiza          |
| ---------------- | ------- | ---------- | ---------- | --------------- | -------------- |

### Fase de grupos
|  | Clasificado para la Fase Eliminatoria |

G = Ganados, P = Perdidos, S = Sets
| Grupo | Primeras        | Primeras | Primeras | Primeras | Segundas       | Segundas | Segundas | Segundas | Terceras   | Terceras | Terceras | Terceras |
| Grupo | País            | E G–P    | P G–P    | S G–P    | País           | E G–P    | P G–P    | S G–P    | País       | E G–P    | P G–P    | S G–P    |
| ----- | --------------- | -------- | -------- | -------- | -------------- | -------- | -------- | -------- | ---------- | -------- | -------- | -------- |
| A     | Suiza           | 2–0      | 5–1      | 10–4     | Canadá         | 1–1      | 4–2      | 9–4      | Italia     | 0–2      | 0–6      | 1–12     |
| B     | Australia       | 2–0      | 5–1      | 11–3     | Eslovaquia     | 1–1      | 3–3      | 6–8      | Bélgica    | 0–2      | 1–5      | 4–10     |
| C     | Gran Bretaña    | 1–1      | 4–2      | 9–4      | España         | 1–1      | 3–3      | 6–8      | Kazajistán | 1–1      | 2–4      | 6–9      |
| D     | República Checa | 2–0      | 4–2      | 8–4      | Estados Unidos | 1–1      | 3–3      | 7–7      | Polonia    | 0–2      | 1–2      | 5–9      |

### Fase final
|  | Semifinales     | Semifinales     | Semifinales     |           |       | Final           | Final           | Final           |  |
|  | 12 de noviembre | 12 de noviembre | 12 de noviembre |           |       | 13 de noviembre | 13 de noviembre | 13 de noviembre |  |
|  |                 |                 |                 |           |       |                 |                 |                 |  |
|  |                 |                 |                 |           |       |                 |                 |                 |  |
|  | 1ºA             | Suiza           | 2               |           |       |                 |                 |                 |  |
|  | 1ºA             | Suiza           | 2               |           |       |                 |                 |                 |  |
|  | 1ºD             | República Checa | 0               |           |       |                 |                 |                 |  |
|  | 1ºD             | República Checa | 0               |           | Suiza | Suiza           | 2               |                 |  |
|  |                 |                 |                 |           | Suiza | Suiza           | 2               |                 |  |
|  |                 |                 | Australia       | Australia | 0     |                 |                 |                 |  |
|  | 1ºC             | Gran Bretaña    | Australia       | Australia | 0     | 1               |                 |                 |  |
|  | 1ºC             | Gran Bretaña    |                 |           |       | 1               |                 |                 |  |
|  | 1ºB             | Australia       | 2               |           |       |                 |                 |                 |  |
|  | 1ºB             | Australia       | 2               |           |       |                 |                 |                 |  |
|  |                 |                 |                 |           |       |                 |                 |                 |  |

|                    |
| Bandera de Suiza   |
| Suiza              |
| Campeona 1° título |

## Fase clasificatoria
Fecha: 15-16 de abril de 2022.
Dieciocho equipos jugarán por nueve puestos en las Finales, en series decididas de local y visitante.
Estos dieciséis equipos son:
- 10 equipos clasificados del 3 al 12 en las Finales de la Copa Billie Jean King 2020-21,
- 7 ganadores de los Play-Offs de la Copa Billie Jean King 2020-21,
- 1 perdedor de los Play-Offs de la Copa Billie Jean King 2020-21, según la clasificación

#: Clasificación de las Naciones al 8 de noviembre de 2021:
1. Australia (Semifinalista 2021, # 1)
2. Francia (Fase de grupos 2021, # 2)
3. Estados Unidos (Semifinalista 2021, # 4)
4. República Checa (Fase de grupos 2021, # 5)
5. Bielorrusia (Fase de grupos 2021, # 6)
6. Alemania (Fase de grupos 2021, # 7)
7. Canadá (Fase de grupos 2021, # 9)
8. España (Fase de grupos 2021, # 10)
9. Rumanía (Play-Offs de 2021, # 11)
10. Eslovaquia (Fase de grupos 2021, # 12)
11. Bélgica (Fase de grupos 2021, # 13)
12. Letonia (Play-Offs de 2021, # 14)
13. Gran Bretaña (Play-Offs de 2021, # 15)
14. Kazajistán (Play-Offs de 2021, # 16)
15. Italia (Play-Offs de 2021, # 17)
16. Polonia (Play-Offs de 2021, # 19)
17. Ucrania (Play-Offs de 2021, # 24)
18. Países Bajos (Play-Offs de 2021, # 46)

| Local               | Resultado | Visitante    | Ubicación         | Lugar                         | Superficie  | Ref. |
| ------------------- | --------- | ------------ | ----------------- | ----------------------------- | ----------- | ---- |
| Australia [1]       | 0–0       | Eslovaquia   |                   |                               |             |      |
| Italia              | 3-1       | Francia [2]  | Alguer            | Tennis Club Alguer            | Dura        |      |
| Estados Unidos [3]  | 2-0       | Ucrania      | Asheville         | Asheville Civic Center        | Dura (i)    |      |
| República Checa [4] | 3-2       | Gran Bretaña | Praga             | I. Czech Lawn Tennis Club     | Arcilla     |      |
| Bielorrusia [5]     | W.O       | Bélgica      | Antalya (Turquía) | Club Megasaray                |             |      |
| Kazajistán          | 3-1       | Alemania [6] | Nursultán         | Daulet National Tennis Centre | Arcilla (i) |      |
| Canadá [7]          | 2–0       | Letonia      | Vancouver         | Pacific Coliseum              | Dura (i)    |      |
| Países Bajos        | 0–4       | España [8]   | 's-Hertogenbosch  | Maaspoort                     | Arcilla (i) |      |
| Polonia             | 4–0       | Rumanía [9]  | Radom             | Radom Sports Center           | Dura (i)    |      |

## Play-Offs
Fecha: 11 al 12 de noviembre de 2022
Dieciséis equipos jugara por ocho lugares en la Fase clasificatoria de 2023, en series decididas de local y visitante.
Estos dieciséis equipos fueron:
- 6 equipos perdedores de la fase clasificatoria.
- 7 equipos ganadores de su zona del Grupo I.
- 2 equipos ascendieron posteriormente del Grupo Zonal I (Serbia y México) para ocupar la vacante de Rusia y Bielorrusia.
- 1 posteriormente ascendió al equipo del Grupo Zonal I (Austria) para ocupar la vacante de Gran Bretaña, cuyo fue anunciado como anfitrión de la Final.

Ocho ganadoras avanzaran a la Fase clasificatoria de 2023 y nueve perdedoras disputarán su respectivo evento regional del Grupo I en 2023.
| Cabezas de serie - Francia - Alemania - Rumanía - Letonia - Japón - Brasil - China - Serbia | Equipos restantes - México - Argentina - Hungría - Ucrania - Croacia - Austria - Eslovenia - Países Bajos |

| Local       | Resultado | Visitante    | Ubicación       | Lugar                   | Superficie  | Ref. |
| ----------- | --------- | ------------ | --------------- | ----------------------- | ----------- | ---- |
| Francia [1] | 3–1       | Países Bajos | Le Portel       | Le Chaudron             | Dura (i)    |      |
| Croacia     | 1–3       | Alemania [2] | Rijeka          | Sportska Dvorana Zamet  | Dura (i)    |      |
| Rumanía [3] | 4–0       | Hungría      | Oradea          | Sala Polivalentă        | Dura (i)    |      |
| Austria     | 3–2       | Letonia [4]  | Schwechat       | Multiversum Schwechat   | Arcilla (i) |      |
| Japón [5]   | 1–3       | Ucrania      | Tokio           | Ariake Coliseum         | Dura (i)    |      |
| Argentina   | 1–3       | Brasil [6]   | Tucumán         | Lawn Tennis Club        | Arcilla     |      |
| Eslovenia   | 3–1       | China [7]    | Velenje         | Bela Dvorana            | Arcilla (i) |      |
| México      | 4–0       | Serbia [8]   | San Luis Potosí | Club Deportivo Potosino | Arcilla     |      |

## Grupos Regionales

### América
| Zona de América | Zona de América                | Zona de América | Zona de América | Zona de América | Zona de América | Zona de América | Zona de América |
| Grupo I         | Grupo I                        | Grupo I         | Grupo I         | Grupo I         | Grupo I         | Grupo I         | Grupo I         |
| Argentina       | Brasil                         | Chile           | Colombia        | Ecuador         | Guatemala       | México          | Paraguay        |
| Sin cambios     | Crecimiento                    | Sin cambios     | Sin cambios     | Decrecimiento   | Sin cambios     | Crecimiento     | Decrecimiento   |
| Grupo II        | Grupo II                       | Grupo II        | Grupo II        | Grupo II        | Grupo II        | Grupo II        | Grupo II        |
| Aruba           | Bahamas                        | Barbados        | Bermuda         | Bolivia         | Costa Rica      | Cuba            | El Salvador     |
| Sin cambios     | Sin cambios                    | Sin cambios     | Sin cambios     | Crecimiento     | Sin cambios     | Sin cambios     | Sin cambios     |
| Honduras        | Islas Vírgenes Estadounidenses | Jamaica         | Panamá          | Perú            | Puerto Rico     | Rep. Dominicana | Uruguay         |
| Sin cambios     | Sin cambios                    | Sin cambios     | Sin cambios     | Crecimiento     | Sin cambios     | Sin cambios     | Sin cambios     |
| Venezuela       |                                |                 |                 |                 |                 |                 |                 |
| Sin cambios     |                                |                 |                 |                 |                 |                 |                 |
| --------------- | ------------------------------ | --------------- | --------------- | --------------- | --------------- | --------------- | --------------- |

### Asia / Oceanía
| Zona de Asia/Oceanía | Zona de Asia/Oceanía | Zona de Asia/Oceanía | Zona de Asia/Oceanía | Zona de Asia/Oceanía | Zona de Asia/Oceanía | Zona de Asia/Oceanía | Zona de Asia/Oceanía |
| Grupo I              | Grupo I              | Grupo I              | Grupo I              | Grupo I              | Grupo I              | Grupo I              | Grupo I              |
| China                | Corea del Sur        | India                | Indonesia            | Japón                | Nueva Zelanda        |                      |                      |
| Sin cambios          | Sin cambios          | Sin cambios          | Decrecimiento        | Sin cambios          | Decrecimiento        | -                    | -                    |
| Grupo II             | Grupo II             | Grupo II             | Grupo II             | Grupo II             | Grupo II             | Grupo II             | Grupo II             |
| Brunéi               | China Taipéi         | Guam                 | Hong Kong            | Irán                 | Laos                 | Malasia              | Maldivas             |
| Sin cambios          | Sin cambios          | Sin cambios          | Sin cambios          | Sin cambios          | Sin cambios          | Sin cambios          | Sin cambios          |
| Mongolia             | Islas del Pacífico   | Pakistán             | Singapur             | Sri Lanka            | Tailandia            | Tayikistán           | Turkmenistán         |
| Sin cambios          | Sin cambios          | Sin cambios          | Sin cambios          | Sin cambios          | Crecimiento          | Sin cambios          | Sin cambios          |
| Uzbekistán           | Vietnam              |                      |                      |                      |                      |                      |                      |
| Crecimiento          | Sin cambios          |                      |                      |                      |                      |                      |                      |
| -------------------- | -------------------- | -------------------- | -------------------- | -------------------- | -------------------- | -------------------- | -------------------- |

### Europa / África
| Zona de Europa/África | Zona de Europa/África | Zona de Europa/África | Zona de Europa/África | Zona de Europa/África | Zona de Europa/África | Zona de Europa/África | Zona de Europa/África |
| Grupo I               | Grupo I               | Grupo I               | Grupo I               | Grupo I               | Grupo I               | Grupo I               | Grupo I               |
| Austria               | Bulgaria              | Croacia               | Dinamarca             | Eslovenia             | Estonia               | Georgia               | Hungría               |
| Crecimiento           | Sin cambios           | Sin cambios           | Sin cambios           | Crecimiento           | Decrecimiento         | Decrecimiento         | Sin cambios           |
| Serbia                | Suecia                | Turquía               |                       |                       |                       |                       |                       |
| Sin cambios           | Sin cambios           | Sin cambios           |                       |                       |                       |                       |                       |
| Grupo II              | Grupo II              | Grupo II              | Grupo II              | Grupo II              | Grupo II              | Grupo II              | Grupo II              |
| Egipto                | Grecia                | Finlandia             | Israel                | Lituania              | Luxemburgo            | Noruega               |                       |
| Crecimiento           | Decrecimiento         | Decrecimiento         | Sin cambios           | Sin cambios           | Sin cambios           | Crecimiento           |                       |
| Grupo III             | Grupo III             | Grupo III             | Grupo III             | Grupo III             | Grupo III             | Grupo III             | Grupo III             |
| Albania               | Argelia               | Armenia               | Azerbaiyán            | Bosnia y Herzegovina  | Botsuana              | Burundi               | Chipre                |
| Sin cambios           | Sin cambios           | Sin cambios           | Sin cambios           | Crecimiento           | Sin cambios           | Sin cambios           | Sin cambios           |
| Ghana                 | Irlanda               | Islandia              | Kenia                 | Kosovo                | Macedonia             | Marruecos             | Mauricio              |
| Sin cambios           | Sin cambios           | Sin cambios           | Sin cambios           | Sin cambios           | Sin cambios           | Sin cambios           | Sin cambios           |
| Moldavia              | Montenegro            | Namibia               | Nigeria               | Portugal              | Seychelles            | Sudáfrica             | Uganda                |
| Sin cambios           | Sin cambios           | Sin cambios           | Sin cambios           | Crecimiento           | Sin cambios           | Sin cambios           | Sin cambios           |
| Malta                 |                       |                       |                       |                       |                       |                       |                       |
| Sin cambios           |                       |                       |                       |                       |                       |                       |                       |
| --------------------- | --------------------- | --------------------- | --------------------- | --------------------- | --------------------- | --------------------- | --------------------- |